# Consciência (moral)
O termo consciência, em seu sentido moral, é uma habilidade, capacidade, intuição, ou julgamento do intelecto que distingue o certo do errado. Juízos morais desse tipo podem refletir valores ou normas sociais (princípios e regras). Em termos psicológicos a consciência é descrita como conduzindo a sentimentos já de remorso, quando o indivíduo age contra seus valores morais, já de retidão ou integridade, quando a ação corresponde a essas normas. Em que medida a consciência representa um juízo anterior a uma ação e se tais juízos baseiam-se, ou deveriam basear-se, somente na razão é um tema muito discutido em toda a história da filosofia.
A visão religiosa da consciência a vê ligada a uma moralidade inerente a todos os seres humanos, a uma força cósmica benevolente ou a uma divindade. Os aspectos rituais, míticos, doutrinais, legais, institucionais e materiais da religião não são necessariamente coerentes com as considerações vivenciais, experienciais, emotivas, espirituais ou contemplativas sobre a origem da consciência. Sob um ponto de vista secular ou científico a capacidade de consciência moral é vista como de origem provavelmente genética, com seu conteúdo sendo aprendido como parte da cultura.
Metáforas comuns para a consciência incluem, entre outras, a "voz interior" e a "luz interior". Consciência é um conceito importante em direito, tanto nacional como internacional, cada vez mais aplicado ao mundo como um todo, foi muitas vezes inspiração de inúmeros atos nobres para o bem comum e foi muitas vezes tema em artes, sobretudo literatura, música e cinema.

## Consciência moral segundo a doutrina católica
Segundo a doutrina da Igreja Católica, a consciência moral é um juízo da razão que ordena o homem a praticar o bem e evitar o mal. A consciência, presente no íntimo de qualquer pessoa e indissociável à dignidade humana, permite a qualquer pessoa avaliar a qualidade moral dos actos realizados ou ainda por realizar, permitindo-lhes assim assumir a responsabilidade porque possuem liberdade para escolher entre o bem e o mal. A Igreja Católica defende que quem escutar correctamente a sua consciência moral "pode ouvir a voz de Deus que lhe fala".
O Papa Bento XVI, utilizando o pensamento teológico do Cardeal Newman, defende que a consciência "é a expressão da acessibilidade e da força vinculadora da verdade" e a capacidade da pessoa humana de "reconhecer, precisamente nos âmbitos decisivos da sua existência – religião e moral –, uma verdade, a verdade. E, com isto, a consciência, a capacidade do homem de reconhecer a verdade, impõe-lhe, ao mesmo tempo, o dever de se encaminhar para a verdade, procurá-la e submeter-se a ela onde quer que a encontre. Consciência é capacidade de verdade e obediência à verdade, que se mostra ao homem que procura de coração aberto" a verdade, que foi revelada por Deus aos homens". Logo, a concepção católica de consciência entra em oposição com o conceito moderno de consciência: para o pensamento moderno relativista e subjectivista, a consciência "significa que, em matéria de moral e de religião, a dimensão subjectiva, o indivíduo [com as suas intuições e experiências], constitui a última instância de decisão", porque a religião e a moral não conseguem ser quantificadas, calculadas e verificadas por métodos científicos e experimentais objectivos.
Por a consciência estar vinculada à verdade e ao bem, as pessoas devem agir com rectidão e em conformidade com a consciência, ou seja, deve "estar de acordo com o que é justo e bom, segundo a razão e a Lei divina". Como a pessoa humana possui dignidade, ela não deve por isso ser impedido ou obrigado a agir contra a sua consciência, "sobretudo em matéria religiosa". Por isso, ela deve "obedecer sempre ao juízo certo da sua consciência, mas esta também pode emitir juízos erróneos, por causas nem sempre isentas de culpabilidade pessoal". Mas, uma pessoa que fez um acto mal por "ignorância involuntária, mesmo que objectivamente não deixe de ser um mal", é inimputável.
Para evitar que a consciência emita juízos erróneos, é preciso rectificá-la e torná-la perfeita, para que ela esteja em sintonia com a vontade divina, através da educação, "da assimilação da Palavra de Deus e do ensino da Igreja. [...] Além disso, ajudam muito na oração e o exame de consciência", bem como os dons do Espírito Santo e "os conselhos de pessoas sábias". Para além disso, é necessário também que a consciência siga três normas mais gerais e importantes acerca da conduta moral humana: "1) nunca é permitido fazer o mal porque daí derive um bem; 2) a chamada regra de ouro: «tudo quanto quiserdes que os homens vos façam, fazei-lho vós também» (Mt 7, 12); 3) a caridade passa sempre pelo respeito do próximo e da sua consciência, embora isto não signifique aceitar como um bem aquilo que é objectivamente um mal".